# Grill (Pennsylvanie)
Pour les articles homonymes, voir Grill (homonymie).
Grill est une census-designated place située dans le comté de Berks, dans le Commonwealth de Pennsylvanie, aux États-Unis. Sa population, qui s’élevait à 1 468 habitants lors du recensement de 2010, est estimée à 1 487 habitants au 1er juillet 2020.